# Gregorio Fernández
Gregorio Fernández (Sarria, 1576 – Valladolid, 22 gennaio 1636) è stato uno scultore spagnolo, massimo esponente della Scuola di Valladolid ed erede dell'espressività di Alonso Berruguete e Juan de Juni. La sua arte è stata anche influenzata da scultori come Pompeo Leoni e Juan de Arfe.

## Biografia
Era di origini galiziane (nacque a Sarria), ma si trasferì a Valladolid tra il 1601 e il 1606, attratto dalla corte spagnola. 
La sua formazione artistica si svolse in Castiglia, provincia maggiormente florida di attività scultorea nel Seicento.
Proprio in Castiglia venne a conoscenza delle opere di Juan de Juni, che lo influenzò nella iconografia, nella modellazione e nello stile barocco delle figure.
Complessivamente lo stile di Fernández si caratterizzò per tendenze al pietismo e alla mistica, gusti che lo resero gradito ai religiosi cattolici del suo tempo.
Significativi anche i suoi numerosi crocefissi, pregevoli per l'accurata modellazione dei corpi.
Possedeva una grande bottega con vari apprendisti e collaboratori. Era conosciuto in tutto il Nord della Spagna, in paesi come la Castiglia, l'Estremadura e la Galizia.

## Galleria d'immagini

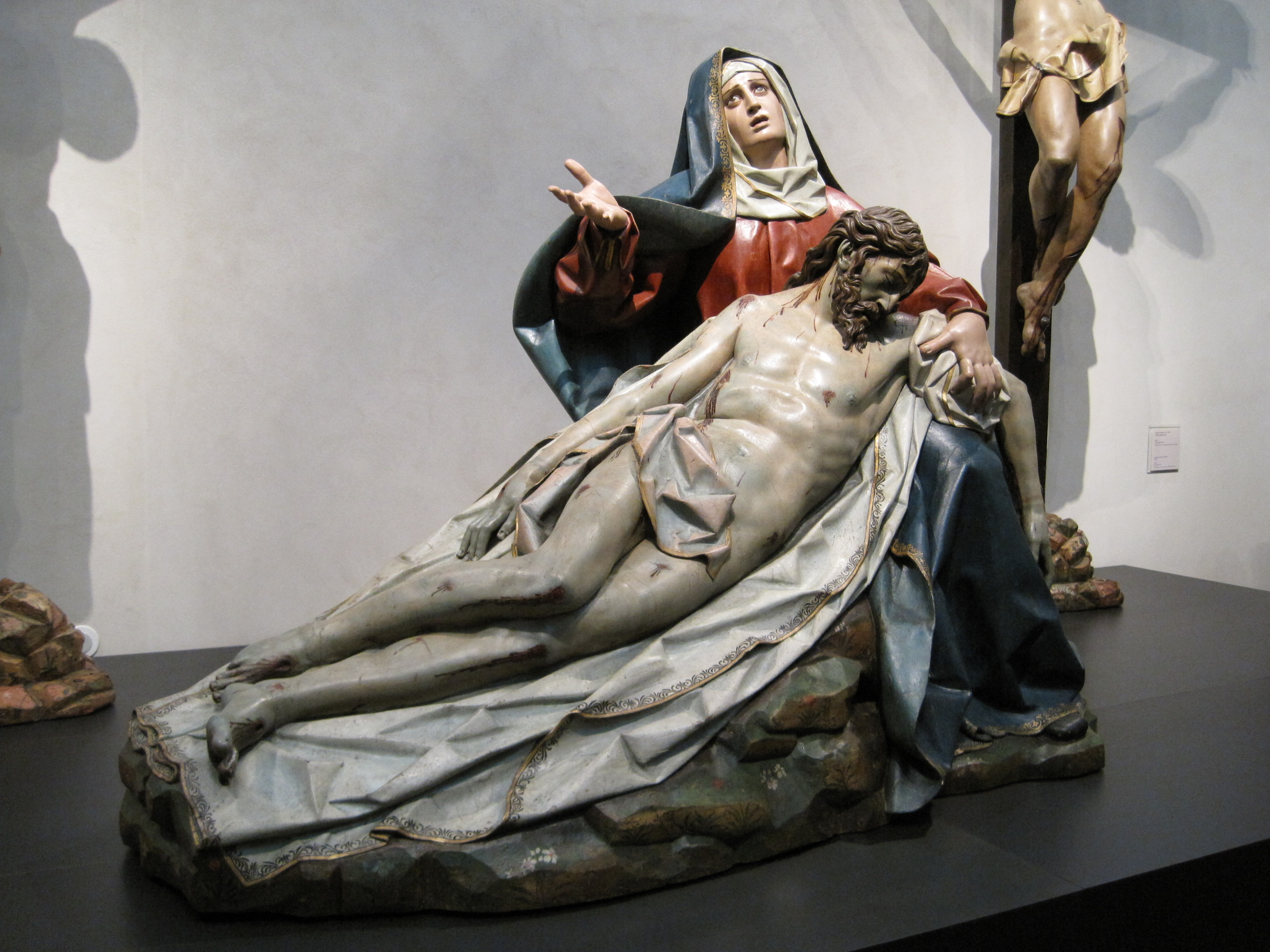
Pieta, La Sexta Angustia, (1616-17). Museo Nazionale di Scultura. Valladolid
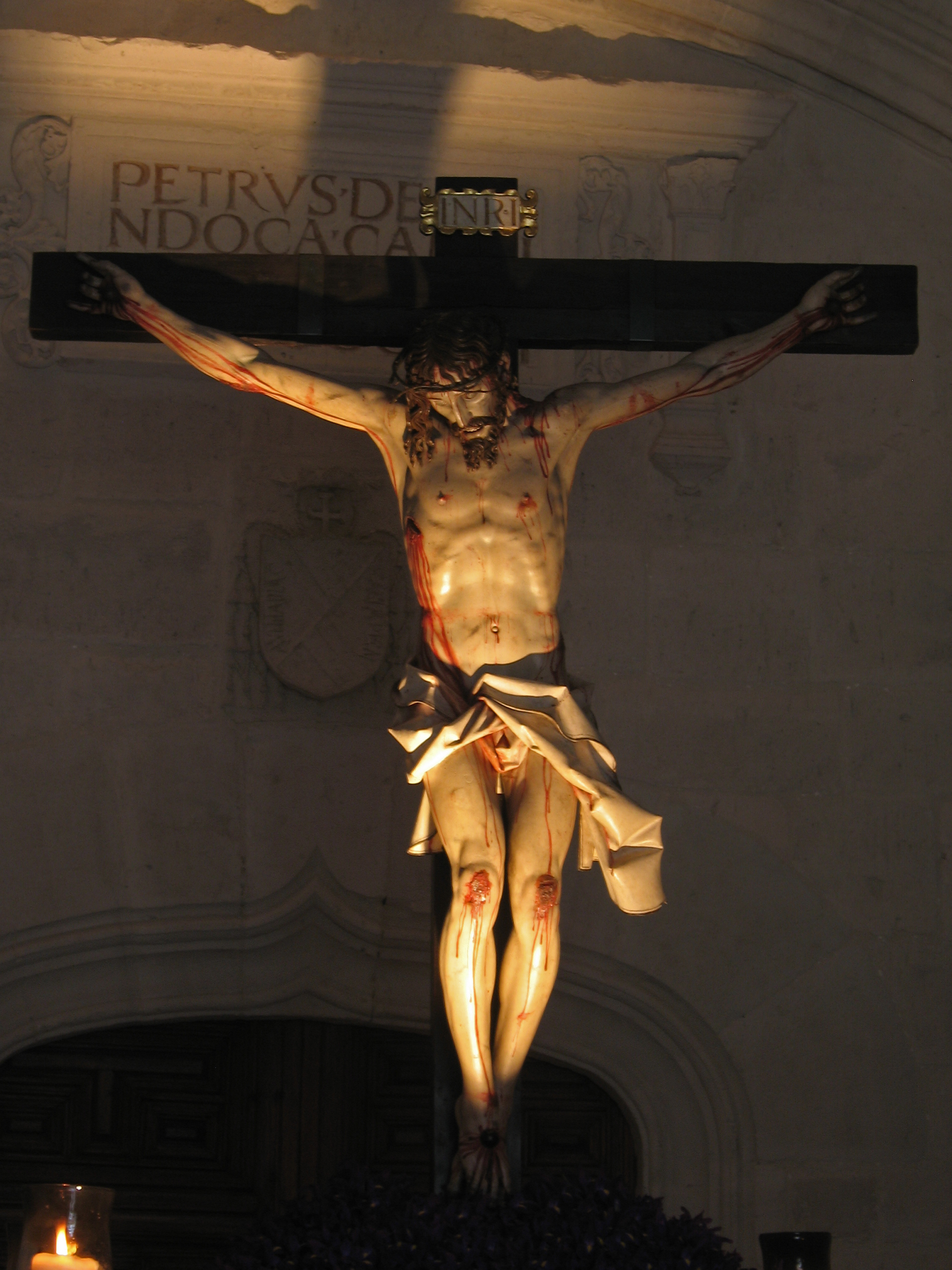
Cristo crocifisso (Cristo de la Luz), (1630) Collegio di Santa Croce. Valladolid
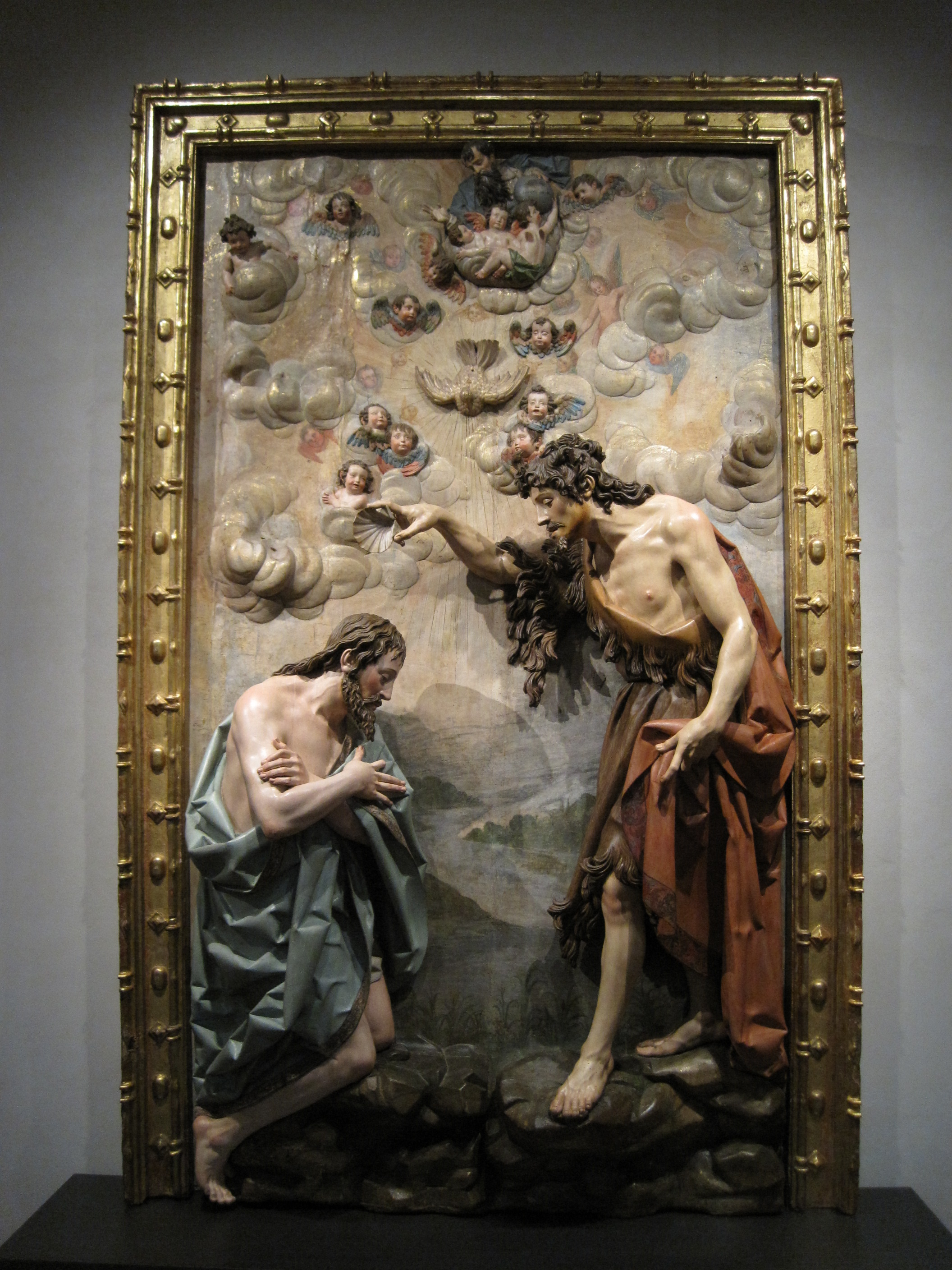
Battesimo di Cristo, (1624-28). Museo Nazionale di Scultura. Valladolid
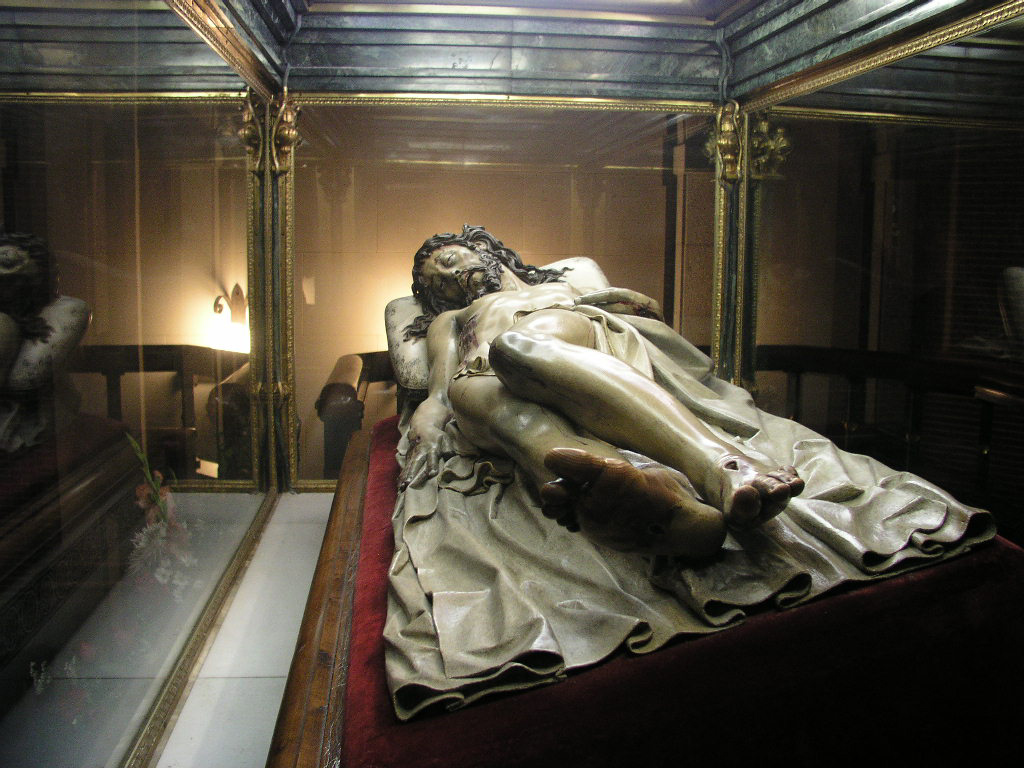
Cristo morto, (1605) Convento di El Pardo, El Pardo (Madrid)
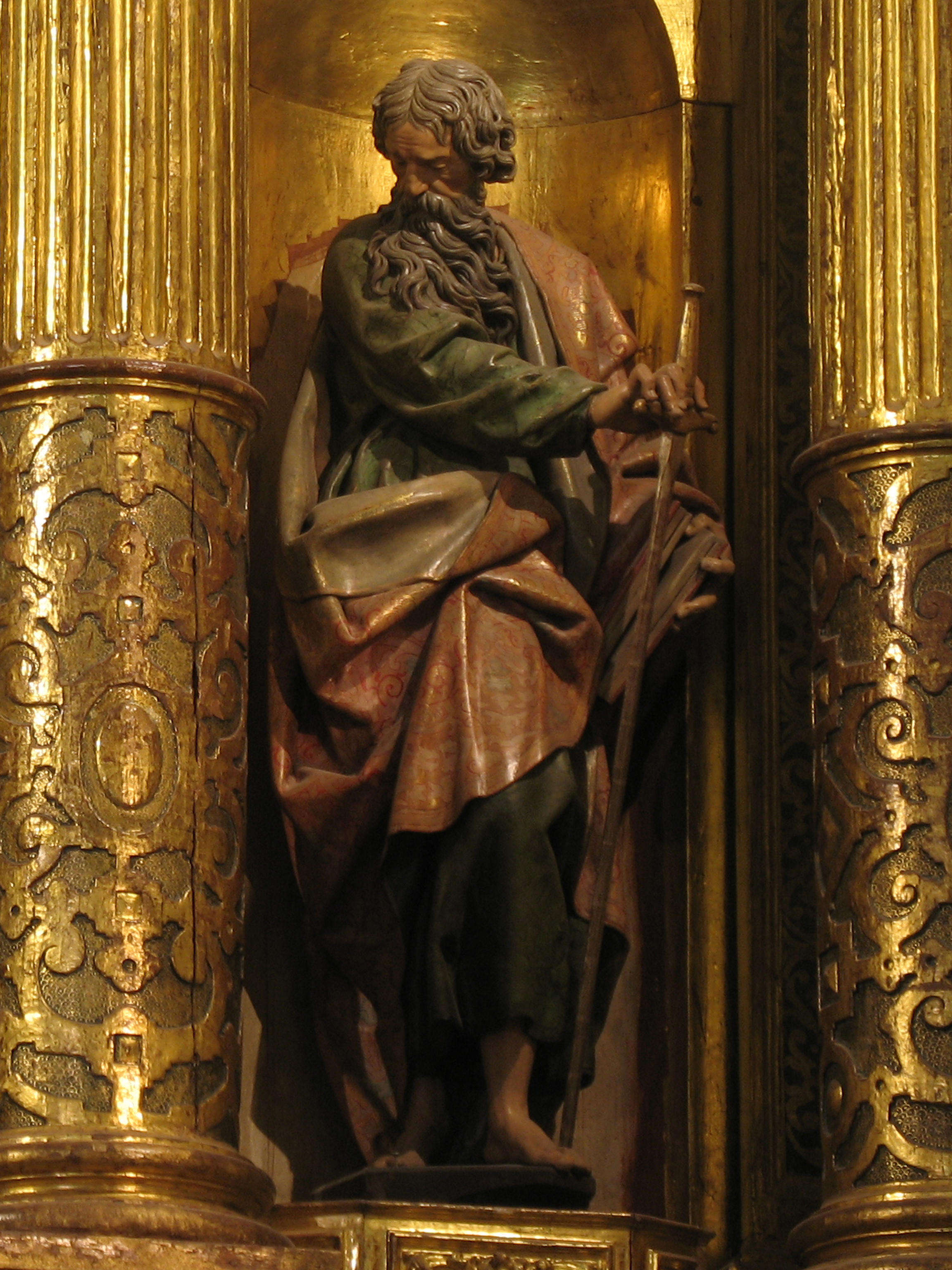
San Paolo, (1606) Chiesa di San Michele. Valladolid